# Dudley North (nationalekonom)

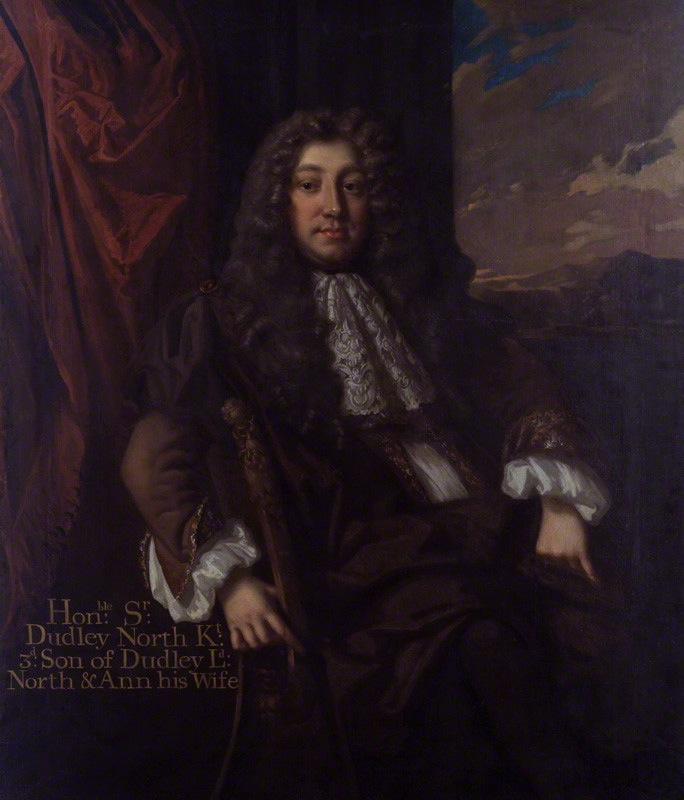
Sir Dudley North.

Dudley North,  född den 16 maj 1641, död den 31 december 1691, var en engelsk nationalekonom, son till Dudley North, 4:e baron North, sonson till Dudley North, 3:e baron North, bror till Francis och Roger North.
North förvärvade som affärsman i  Smyrna och Konstantinopel en betydande förmögenhet samt återkom 1680 till hemlandet. Han blev 1682 sheriff i London,  erhöll samma år knightvärdighet och tillhörde underhuset under Jakob II:s sista regeringsår. 
Hans arbete Discourses upon trade (anonymt utgivet 1691; återupptäckt först 1822 och åter utgivet bland annat 1856, av J.R. M'Culloch i Select collection of early english tracts on commerce) hävdar kraftigt mot det rådande merkantilsystemet frihandelns och den av statens ingripande ohindrade ekonomiska verksamhetens grundsatser. Genom detta verk förebådar North i mycket Adam Smiths berömda Wealth of nations.